# Sewell's Point

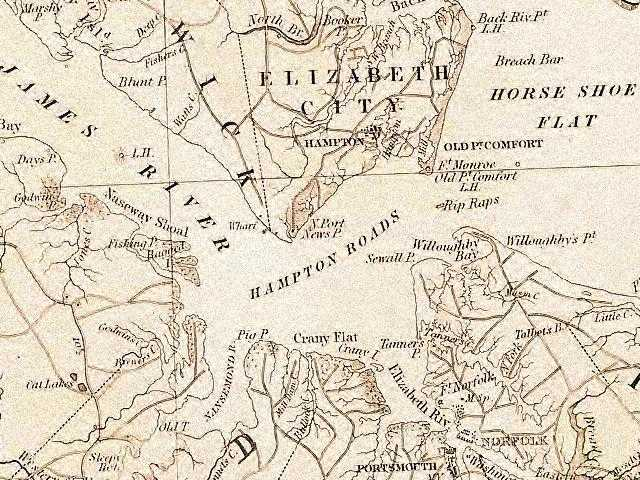
Hampton Roads, Virgínia (1858)

Sewell's Point é uma península na cidade independente de Norfolk, Virgínia, nos Estados Unidos, situada na foz de água salgada do porto de Hampton Roads. Sewell's Point faz fronteira com água por três lados, com a baía Willoughby, ao norte, Hampton Roads a oeste, e o rio Lafayette ao sul. Lá está a Base Naval de Nortfolk.